# III Brigada Aérea (Chile)
La III Brigada Aérea es una unidad de la Fuerza Aérea de Chile (FACh) con base en la Base Aérea «Tepual», al norte de la ciudad de Puerto Montt. Una de las principales características de esta unidad que aquí reside la Escuela de Vuelo por instrumentos, en dónde los recién egresados de la Escuela de Aviación del Capitán Manuel Ávalos Prado adquieren las herramientas necesarias para volar sin referencias visuales. Tras este proceso los pilotos son seleccionados en las ramas de combate, transporte y helicópteros.
En esta brigada se encuentran asentados los siguientes grupos:
- Grupo de Aviación n.º 5
- Grupo de Defensa Antiaérea n.º 25
- Grupo de Telecomunicaciones y Detección n.º 35